# Moulin-sous-Touvent
Moulin-sous-Touvent är en kommun i departementet Oise i regionen Hauts-de-France i norra Frankrike. Kommunen ligger i kantonen Attichy som tillhör arrondissementet Compiègne. År 2022 hade Moulin-sous-Touvent 189 invånare.

## Befolkningsutveckling
Antalet invånare i kommunen Moulin-sous-Touvent
| Referens: INSEE |